# Torneo di Wimbledon 1909 - Doppio maschile
I detentori del titolo erano Josiah Ritchie e Anthony Wilding ma quest'ultimo non ha partecipato a questa edizione del torneo, Ritchie ha fatto coppia con Charles Percy Dixon ma sono stati eliminati nei quarti di finale.
Arthur Gore e Herbert Roper-Barrett hanno conquistato il titolo superando nella finale Stanley Doust e Harry Parker col punteggio di 6-2, 6-1, 6-4.

## Turni preliminari

### Fase finale
|  | Quarti di finale                                    | Quarti di finale                                    | Quarti di finale                                    | Quarti di finale                                    | Quarti di finale | Quarti di finale | Quarti di finale |  |  | Semifinali                                   | Semifinali                                   | Semifinali                                | Semifinali                                | Semifinali | Semifinali | Semifinali |   |   | Finale                                       | Finale                                       | Finale | Finale | Finale | Finale | Finale |  |
|  |                                                     |                                                     |                                                     |                                                     |                  |                  |                  |  |  |                                              |                                              |                                           |                                           |            |            |            |   |   |                                              |                                              |        |        |        |        |        |  |
|  | Stanley Norwood Doust Harry Alabaster Parker        | Stanley Norwood Doust Harry Alabaster Parker        | Stanley Norwood Doust Harry Alabaster Parker        | 3                                                   | 6                | 6                | 6                |  |  |                                              |                                              |                                           |                                           |            |            |            |   |   |                                              |                                              |        |        |        |        |        |  |
|  | Roderick McNair George Alan Thomas                  | Roderick McNair George Alan Thomas                  | Roderick McNair George Alan Thomas                  | 6                                                   | 2                | 1                | 3                |  |  | Stanley Norwood Doust Harry Alabaster Parker | Stanley Norwood Doust Harry Alabaster Parker | 3                                         | 6                                         | 3          | 8          | 6          |   |   |                                              |                                              |        |        |        |        |        |  |
|  | Kenneth Powell Robert Branks Powell                 | Kenneth Powell Robert Branks Powell                 | Kenneth Powell Robert Branks Powell                 | 8                                                   | 7                | 3                | 8                |  |  | Kenneth Powell Robert Branks Powell          | Kenneth Powell Robert Branks Powell          | 6                                         | 2                                         | 6          | 6          | 3          |   |   |                                              |                                              |        |        |        |        |        |  |
|  | Friedrich-Wilhelm Rahe James Cecil Parke            | Friedrich-Wilhelm Rahe James Cecil Parke            | Friedrich-Wilhelm Rahe James Cecil Parke            | 6                                                   | 5                | 6                | 6                |  |  |                                              |                                              |                                           |                                           |            |            |            |   |   | Stanley Norwood Doust Harry Alabaster Parker | Stanley Norwood Doust Harry Alabaster Parker | 1      | 2      | 6      | 6      | 7      |  |
|  | E Gordon Cleather Charles S. Gordon-Smith           | E Gordon Cleather Charles S. Gordon-Smith           | E Gordon Cleather Charles S. Gordon-Smith           | E Gordon Cleather Charles S. Gordon-Smith           | 6                | 6                | 6                |  |  |                                              |                                              | Arthur Gore Herbert Roper Barrett         | Arthur Gore Herbert Roper Barrett         | 6          | 6          | 1          | 1 | 9 |                                              |                                              |        |        |        |        |        |  |
|  | George Watson William le Maire de Warzée d’Hermalle | George Watson William le Maire de Warzée d’Hermalle | George Watson William le Maire de Warzée d’Hermalle | George Watson William le Maire de Warzée d’Hermalle | 2                | 1                | 2                |  |  | E Gordon Cleather Charles S. Gordon-Smith    | E Gordon Cleather Charles S. Gordon-Smith    | E Gordon Cleather Charles S. Gordon-Smith | E Gordon Cleather Charles S. Gordon-Smith | 5          | 1          | 2          |   |   |                                              |                                              |        |        |        |        |        |  |
|  | Arthur Gore Herbert Roper Barrett                   | Arthur Gore Herbert Roper Barrett                   | Arthur Gore Herbert Roper Barrett                   | Arthur Gore Herbert Roper Barrett                   | 6                | 9                | 6                |  |  | Arthur Gore Herbert Roper Barrett            | Arthur Gore Herbert Roper Barrett            | Arthur Gore Herbert Roper Barrett         | Arthur Gore Herbert Roper Barrett         | 7          | 6          | 6          |   |   |                                              |                                              |        |        |        |        |        |  |
|  | Josiah Ritchie Charles Percy Dixon                  | Josiah Ritchie Charles Percy Dixon                  | Josiah Ritchie Charles Percy Dixon                  | Josiah Ritchie Charles Percy Dixon                  | 3                | 7                | 0                |  |  |                                              |                                              |                                           |                                           |            |            |            |   |   |                                              |                                              |        |        |        |        |        |  |

### Parte alta

#### Sezione 1
|  | Primo turno | Primo turno | Primo turno | Primo turno | Primo turno | Primo turno | Primo turno |  |  | Secondo turno           | Secondo turno           | Secondo turno           | Secondo turno           | Secondo turno       | Secondo turno | Secondo turno |   |   | Terzo turno          | Terzo turno          | Terzo turno          | Terzo turno         | Terzo turno         | Terzo turno | Terzo turno |   |   | Quarti di finale | Quarti di finale | Quarti di finale | Quarti di finale | Quarti di finale | Quarti di finale | Quarti di finale |  |
|  |             |             |             |             |             |             |             |  |  |                         |                         |                         |                         |                     |               |               |   |   |                      |                      |                      |                     |                     |             |             |   |   |                  |                  |                  |                  |                  |                  |                  |  |
|  |             |             |             |             |             |             |             |  |  | S N Doust H A Parker    | S N Doust H A Parker    | S N Doust H A Parker    | S N Doust H A Parker    | 6                   | 6             | 7             |   |   |                      |                      |                      |                     |                     |             |             |   |   |                  |                  |                  |                  |                  |                  |                  |  |
|  |             |             |             |             |             |             |             |  |  | H B M Knight E S Knight | H B M Knight E S Knight | H B M Knight E S Knight | H B M Knight E S Knight | 1                   | 3             | 5             |   |   |                      |                      |                      |                     |                     |             |             |   |   |                  |                  |                  |                  |                  |                  |                  |  |
|  |             |             |             |             |             |             |             |  |  |                         |                         |                         |                         |                     |               |               |   |   | S N Doust H A Parker | S N Doust H A Parker | 2                    | 6                   | 6                   | 4           | 6           |   |   |                  |                  |                  |                  |                  |                  |                  |  |
|  |             |             |             |             |             |             |             |  |  |                         |                         | P Davson E Gwynne-Evans | P Davson E Gwynne-Evans | 6                   | 1             | 2             | 6 | 1 |                      |                      |                      |                     |                     |             |             |   |   |                  |                  |                  |                  |                  |                  |                  |  |
|  |             |             |             |             |             |             |             |  |  | P Davson E Gwynne-Evans | P Davson E Gwynne-Evans | P Davson E Gwynne-Evans | P Davson E Gwynne-Evans | 7                   | 7             | 6             |   |   |                      |                      |                      |                     |                     |             |             |   |   |                  |                  |                  |                  |                  |                  |                  |  |
|  |             |             |             |             |             |             |             |  |  | C H Mounsey A Sterry    | C H Mounsey A Sterry    | C H Mounsey A Sterry    | C H Mounsey A Sterry    | 5                   | 5             | 1             |   |   |                      |                      |                      |                     |                     |             |             |   |   |                  |                  |                  |                  |                  |                  |                  |  |
|  |             |             |             |             |             |             |             |  |  |                         |                         |                         |                         |                     |               |               |   |   | S N Doust H A Parker | S N Doust H A Parker | S N Doust H A Parker | 3                   | 6                   | 6           | 6           |   |   |                  |                  |                  |                  |                  |                  |                  |  |
|  |             |             |             |             |             |             |             |  |  |                         |                         |                         |                         |                     |               |               |   |   |                      |                      | R McNair G A Thomas  | R McNair G A Thomas | R McNair G A Thomas | 6           | 2           | 1 | 3 |                  |                  |                  |                  |                  |                  |                  |  |
|  |             |             |             |             |             |             |             |  |  | R McNair G A Thomas     | R McNair G A Thomas     | R McNair G A Thomas     | 6                       | 6                   | 6             | 9             |   |   |                      |                      |                      |                     |                     |             |             |   |   |                  |                  |                  |                  |                  |                  |                  |  |
|  |             |             |             |             |             |             |             |  |  | B Hillyard A W Myers    | B Hillyard A W Myers    | B Hillyard A W Myers    | 2                       | 3                   | 8             | 7             |   |   |                      |                      |                      |                     |                     |             |             |   |   |                  |                  |                  |                  |                  |                  |                  |  |
|  |             |             |             |             |             |             |             |  |  |                         |                         |                         |                         |                     |               |               |   |   | R McNair G A Thomas  | R McNair G A Thomas  | R McNair G A Thomas  | 6                   | 6                   | 4           | 6           |   |   |                  |                  |                  |                  |                  |                  |                  |  |
|  |             |             |             |             |             |             |             |  |  |                         |                         | W E Lane R B Gurney     | W E Lane R B Gurney     | W E Lane R B Gurney | 3             | 3             | 6 | 2 |                      |                      |                      |                     |                     |             |             |   |   |                  |                  |                  |                  |                  |                  |                  |  |
|  |             |             |             |             |             |             |             |  |  | W E Lane R B Gurney     | W E Lane R B Gurney     | W E Lane R B Gurney     | W E Lane R B Gurney     | 6                   | 7             | 6             |   |   |                      |                      |                      |                     |                     |             |             |   |   |                  |                  |                  |                  |                  |                  |                  |  |
|  |             |             |             |             |             |             |             |  |  | C H Ridding E Wills     | C H Ridding E Wills     | C H Ridding E Wills     | C H Ridding E Wills     | 2                   | 5             | 1             |   |   |                      |                      |                      |                     |                     |             |             |   |   |                  |                  |                  |                  |                  |                  |                  |  |

#### Sezione 2
|  | Primo turno              | Primo turno              | Primo turno              | Primo turno            | Primo turno | Primo turno | Primo turno |  |  | Secondo turno            | Secondo turno            | Secondo turno            | Secondo turno            | Secondo turno            | Secondo turno            | Secondo turno |   |   | Terzo turno         | Terzo turno         | Terzo turno         | Terzo turno         | Terzo turno        | Terzo turno | Terzo turno |   |   | Quarti di finale | Quarti di finale | Quarti di finale | Quarti di finale | Quarti di finale | Quarti di finale | Quarti di finale |  |
|  |                          |                          |                          |                        |             |             |             |  |  |                          |                          |                          |                          |                          |                          |               |   |   |                     |                     |                     |                     |                    |             |             |   |   |                  |                  |                  |                  |                  |                  |                  |  |
|  | K Powell R B Powell      | K Powell R B Powell      | K Powell R B Powell      | K Powell R B Powell    | 6           | 6           | 6           |  |  |                          |                          |                          |                          |                          |                          |               |   |   |                     |                     |                     |                     |                    |             |             |   |   |                  |                  |                  |                  |                  |                  |                  |  |
|  | L E Gaunt C Heath        | L E Gaunt C Heath        | L E Gaunt C Heath        | L E Gaunt C Heath      | 4           | 2           | 2           |  |  | K Powell R B Powell      | K Powell R B Powell      | K Powell R B Powell      | K Powell R B Powell      | 10                       | 6                        | 6             |   |   |                     |                     |                     |                     |                    |             |             |   |   |                  |                  |                  |                  |                  |                  |                  |  |
|  | G Hillyard C Cazalet     | G Hillyard C Cazalet     | G Hillyard C Cazalet     | G Hillyard C Cazalet   | 6           | 6           | 6           |  |  | G Hillyard C Cazalet     | G Hillyard C Cazalet     | G Hillyard C Cazalet     | G Hillyard C Cazalet     | 8                        | 2                        | 4             |   |   |                     |                     |                     |                     |                    |             |             |   |   |                  |                  |                  |                  |                  |                  |                  |  |
|  | D Rhodes M von Bissing   | D Rhodes M von Bissing   | D Rhodes M von Bissing   | D Rhodes M von Bissing | 3           | 2           | 0           |  |  |                          |                          |                          |                          |                          |                          |               |   |   | K Powell R B Powell | K Powell R B Powell | K Powell R B Powell | K Powell R B Powell | 6                  | 6           | 6           |   |   |                  |                  |                  |                  |                  |                  |                  |  |
|  | P de Borman L Trasenster | P de Borman L Trasenster | P de Borman L Trasenster | 6                      | 5           | 6           | 6           |  |  |                          |                          | P de Borman L Trasenster | P de Borman L Trasenster | P de Borman L Trasenster | P de Borman L Trasenster | 2             | 0 | 0 |                     |                     |                     |                     |                    |             |             |   |   |                  |                  |                  |                  |                  |                  |                  |  |
|  | K Ingram H B Routledge   | K Ingram H B Routledge   | K Ingram H B Routledge   | 2                      | 7           | 1           | 1           |  |  | P de Borman L Trasenster | P de Borman L Trasenster | P de Borman L Trasenster | P de Borman L Trasenster | 6                        | 6                        | 6             |   |   |                     |                     |                     |                     |                    |             |             |   |   |                  |                  |                  |                  |                  |                  |                  |  |
|  | G Fowler G Coulson       | G Fowler G Coulson       | G Fowler G Coulson       | 1                      | 6           | 6           | 6           |  |  | G Fowler G Coulson       | G Fowler G Coulson       | G Fowler G Coulson       | G Fowler G Coulson       | 2                        | 2                        | 4             |   |   |                     |                     |                     |                     |                    |             |             |   |   |                  |                  |                  |                  |                  |                  |                  |  |
|  | L E Milburn J Ganzoni    | L E Milburn J Ganzoni    | L E Milburn J Ganzoni    | 6                      | 1           | 4           | 2           |  |  |                          |                          |                          |                          |                          |                          |               |   |   | K Powell R B Powell | K Powell R B Powell | K Powell R B Powell | 8                   | 7                  | 3           | 8           |   |   |                  |                  |                  |                  |                  |                  |                  |  |
|  |                          |                          |                          |                        |             |             |             |  |  |                          |                          |                          |                          |                          |                          |               |   |   |                     |                     | F-W Rahe J C Parke  | F-W Rahe J C Parke  | F-W Rahe J C Parke | 6           | 5           | 6 | 6 |                  |                  |                  |                  |                  |                  |                  |  |
|  |                          |                          |                          |                        |             |             |             |  |  | F-W Rahe J C Parke       | F-W Rahe J C Parke       | F-W Rahe J C Parke       | F-W Rahe J C Parke       | 6                        | 6                        | 6             |   |   |                     |                     |                     |                     |                    |             |             |   |   |                  |                  |                  |                  |                  |                  |                  |  |
|  |                          |                          |                          |                        |             |             |             |  |  | F G Lowe A H Lowe        | F G Lowe A H Lowe        | F G Lowe A H Lowe        | F G Lowe A H Lowe        | 1                        | 0                        | 0             |   |   |                     |                     |                     |                     |                    |             |             |   |   |                  |                  |                  |                  |                  |                  |                  |  |
|  |                          |                          |                          |                        |             |             |             |  |  |                          |                          |                          |                          |                          |                          |               |   |   | F-W Rahe J C Parke  | F-W Rahe J C Parke  | F-W Rahe J C Parke  | F-W Rahe J C Parke  | 6                  | 7           | 6           |   |   |                  |                  |                  |                  |                  |                  |                  |  |
|  |                          |                          |                          |                        |             |             |             |  |  |                          |                          | H L Brutton B C Hopson   | H L Brutton B C Hopson   | H L Brutton B C Hopson   | H L Brutton B C Hopson   | 4             | 5 | 4 |                     |                     |                     |                     |                    |             |             |   |   |                  |                  |                  |                  |                  |                  |                  |  |
|  |                          |                          |                          |                        |             |             |             |  |  | H L Brutton B C Hopson   | H L Brutton B C Hopson   | H L Brutton B C Hopson   | H L Brutton B C Hopson   | 6                        | 6                        | 6             |   |   |                     |                     |                     |                     |                    |             |             |   |   |                  |                  |                  |                  |                  |                  |                  |  |
|  |                          |                          |                          |                        |             |             |             |  |  | E W Timmis J Powell      | E W Timmis J Powell      | E W Timmis J Powell      | E W Timmis J Powell      | 3                        | 2                        | 3             |   |   |                     |                     |                     |                     |                    |             |             |   |   |                  |                  |                  |                  |                  |                  |                  |  |

### Parte bassa

#### Sezione 3
|  | Primo turno                         | Primo turno                         | Primo turno                         | Primo turno                         | Primo turno           | Primo turno | Primo turno |  |  | Secondo turno                       | Secondo turno                       | Secondo turno          | Secondo turno         | Secondo turno         | Secondo turno       | Secondo turno |   |   | Terzo turno                         | Terzo turno                         | Terzo turno                         | Terzo turno                         | Terzo turno            | Terzo turno            | Terzo turno |   |   | Quarti di finale | Quarti di finale | Quarti di finale | Quarti di finale | Quarti di finale | Quarti di finale | Quarti di finale |  |
|  |                                     |                                     |                                     |                                     |                       |             |             |  |  |                                     |                                     |                        |                       |                       |                     |               |   |   |                                     |                                     |                                     |                                     |                        |                        |             |   |   |                  |                  |                  |                  |                  |                  |                  |  |
|  | E Gordon Cleather C S. Gordon-Smith | E Gordon Cleather C S. Gordon-Smith | E Gordon Cleather C S. Gordon-Smith | E Gordon Cleather C S. Gordon-Smith | 7                     | 6           | 6           |  |  |                                     |                                     |                        |                       |                       |                     |               |   |   |                                     |                                     |                                     |                                     |                        |                        |             |   |   |                  |                  |                  |                  |                  |                  |                  |  |
|  | T R Quill O Blom                    | T R Quill O Blom                    | T R Quill O Blom                    | T R Quill O Blom                    | 5                     | 0           | 0           |  |  | E Gordon Cleather C S. Gordon-Smith | E Gordon Cleather C S. Gordon-Smith | 6                      | 3                     | 6                     | 3                   | 6             |   |   |                                     |                                     |                                     |                                     |                        |                        |             |   |   |                  |                  |                  |                  |                  |                  |                  |  |
|  | A Prebble T Mavrogordato            | A Prebble T Mavrogordato            | 6                                   | 3                                   | 4                     | 6           | 6           |  |  | A Prebble T Mavrogordato            | A Prebble T Mavrogordato            | 3                      | 6                     | 4                     | 6                   | 3             |   |   |                                     |                                     |                                     |                                     |                        |                        |             |   |   |                  |                  |                  |                  |                  |                  |                  |  |
|  | A Hendriks D Kitching               | A Hendriks D Kitching               | 2                                   | 6                                   | 6                     | 3           | 0           |  |  |                                     |                                     |                        |                       |                       |                     |               |   |   | E Gordon Cleather C S. Gordon-Smith | E Gordon Cleather C S. Gordon-Smith | E Gordon Cleather C S. Gordon-Smith | 6                                   | 6                      | 2                      | 6           |   |   |                  |                  |                  |                  |                  |                  |                  |  |
|  | R H Hotham D Rhodes                 | R H Hotham D Rhodes                 | 6                                   | 1                                   | 4                     | 6           | 7           |  |  |                                     |                                     | R H Hotham D Rhodes    | R H Hotham D Rhodes   | R H Hotham D Rhodes   | 4                   | 0             | 6 | 3 |                                     |                                     |                                     |                                     |                        |                        |             |   |   |                  |                  |                  |                  |                  |                  |                  |  |
|  | H S Fellowes A Herschell            | H S Fellowes A Herschell            | 2                                   | 6                                   | 6                     | 2           | 5           |  |  | R H Hotham D Rhodes                 | R H Hotham D Rhodes                 | R H Hotham D Rhodes    | R H Hotham D Rhodes   | R H Hotham D Rhodes   | w.                  | o.            |   |   |                                     |                                     |                                     |                                     |                        |                        |             |   |   |                  |                  |                  |                  |                  |                  |                  |  |
|  | A Prinseps G T C Watt               | A Prinseps G T C Watt               | A Prinseps G T C Watt               | A Prinseps G T C Watt               | A Prinseps G T C Watt | w.          | o.          |  |  | A Prinseps G T C Watt               | A Prinseps G T C Watt               | A Prinseps G T C Watt  | A Prinseps G T C Watt | A Prinseps G T C Watt |                     |               |   |   |                                     |                                     |                                     |                                     |                        |                        |             |   |   |                  |                  |                  |                  |                  |                  |                  |  |
|  | R F Doherty W Eaves                 | R F Doherty W Eaves                 | R F Doherty W Eaves                 | R F Doherty W Eaves                 | R F Doherty W Eaves   |             |             |  |  |                                     |                                     |                        |                       |                       |                     |               |   |   | E Gordon Cleather C S. Gordon-Smith | E Gordon Cleather C S. Gordon-Smith | E Gordon Cleather C S. Gordon-Smith | E Gordon Cleather C S. Gordon-Smith | 6                      | 6                      | 6           |   |   |                  |                  |                  |                  |                  |                  |                  |  |
|  |                                     |                                     |                                     |                                     |                       |             |             |  |  |                                     |                                     |                        |                       |                       |                     |               |   |   |                                     |                                     | G Watson W L de Warzée              | G Watson W L de Warzée              | G Watson W L de Warzée | G Watson W L de Warzée | 2           | 1 | 2 |                  |                  |                  |                  |                  |                  |                  |  |
|  |                                     |                                     |                                     |                                     |                       |             |             |  |  | G Watson W L de Warzée              | G Watson W L de Warzée              | G Watson W L de Warzée | 7                     | 6                     | 1                   |               |   |   |                                     |                                     |                                     |                                     |                        |                        |             |   |   |                  |                  |                  |                  |                  |                  |                  |  |
|  |                                     |                                     |                                     |                                     |                       |             |             |  |  | A Taylor H Pollard                  | A Taylor H Pollard                  | A Taylor H Pollard     | 5                     | 3                     | 5                   | r             |   |   |                                     |                                     |                                     |                                     |                        |                        |             |   |   |                  |                  |                  |                  |                  |                  |                  |  |
|  |                                     |                                     |                                     |                                     |                       |             |             |  |  |                                     |                                     |                        |                       |                       |                     |               |   |   | G Watson W L de Warzée              | G Watson W L de Warzée              | G Watson W L de Warzée              | G Watson W L de Warzée              | 6                      | 8                      | 6           |   |   |                  |                  |                  |                  |                  |                  |                  |  |
|  |                                     |                                     |                                     |                                     |                       |             |             |  |  |                                     |                                     | R Dudley F Goldberg    | R Dudley F Goldberg   | R Dudley F Goldberg   | R Dudley F Goldberg | 4             | 6 | 3 |                                     |                                     |                                     |                                     |                        |                        |             |   |   |                  |                  |                  |                  |                  |                  |                  |  |
|  |                                     |                                     |                                     |                                     |                       |             |             |  |  | R Dudley F Goldberg                 | R Dudley F Goldberg                 | R Dudley F Goldberg    | R Dudley F Goldberg   | R Dudley F Goldberg   | w.                  | o.            |   |   |                                     |                                     |                                     |                                     |                        |                        |             |   |   |                  |                  |                  |                  |                  |                  |                  |  |
|  |                                     |                                     |                                     |                                     |                       |             |             |  |  | G Allan H Price                     |                                     |                        |                       |                       |                     |               |   |   |                                     |                                     |                                     |                                     |                        |                        |             |   |   |                  |                  |                  |                  |                  |                  |                  |  |

#### Sezione 4
|  | Primo turno | Primo turno | Primo turno | Primo turno | Primo turno | Primo turno | Primo turno |  |  | Secondo turno          | Secondo turno          | Secondo turno          | Secondo turno          | Secondo turno        | Secondo turno        | Secondo turno |   |   | Terzo turno            | Terzo turno            | Terzo turno            | Terzo turno            | Terzo turno            | Terzo turno         | Terzo turno |   |   | Quarti di finale | Quarti di finale | Quarti di finale | Quarti di finale | Quarti di finale | Quarti di finale | Quarti di finale |  |
|  |             |             |             |             |             |             |             |  |  |                        |                        |                        |                        |                      |                      |               |   |   |                        |                        |                        |                        |                        |                     |             |   |   |                  |                  |                  |                  |                  |                  |                  |  |
|  |             |             |             |             |             |             |             |  |  | A Gore H Roper Barrett | A Gore H Roper Barrett | A Gore H Roper Barrett | A Gore H Roper Barrett | 6                    | 6                    | 6             |   |   |                        |                        |                        |                        |                        |                     |             |   |   |                  |                  |                  |                  |                  |                  |                  |  |
|  |             |             |             |             |             |             |             |  |  | J B Ward A Beamish     | J B Ward A Beamish     | J B Ward A Beamish     | J B Ward A Beamish     | 2                    | 3                    | 3             |   |   |                        |                        |                        |                        |                        |                     |             |   |   |                  |                  |                  |                  |                  |                  |                  |  |
|  |             |             |             |             |             |             |             |  |  |                        |                        |                        |                        |                      |                      |               |   |   | A Gore H Roper Barrett | A Gore H Roper Barrett | A Gore H Roper Barrett | A Gore H Roper Barrett | A Gore H Roper Barrett | w.                  | o.          |   |   |                  |                  |                  |                  |                  |                  |                  |  |
|  |             |             |             |             |             |             |             |  |  |                        |                        | A W Andrews C Ambrose  |                        |                      |                      |               |   |   |                        |                        |                        |                        |                        |                     |             |   |   |                  |                  |                  |                  |                  |                  |                  |  |
|  |             |             |             |             |             |             |             |  |  | A W Andrews C Ambrose  | A W Andrews C Ambrose  | 5                      | 6                      | 3                    | 6                    | 6             |   |   |                        |                        |                        |                        |                        |                     |             |   |   |                  |                  |                  |                  |                  |                  |                  |  |
|  |             |             |             |             |             |             |             |  |  | S Watts R D Nolan      | S Watts R D Nolan      | 7                      | 4                      | 6                    | 4                    | 3             |   |   |                        |                        |                        |                        |                        |                     |             |   |   |                  |                  |                  |                  |                  |                  |                  |  |
|  |             |             |             |             |             |             |             |  |  |                        |                        |                        |                        |                      |                      |               |   |   | A Gore H Roper Barrett | A Gore H Roper Barrett | A Gore H Roper Barrett | A Gore H Roper Barrett | 6                      | 9                   | 6           |   |   |                  |                  |                  |                  |                  |                  |                  |  |
|  |             |             |             |             |             |             |             |  |  |                        |                        |                        |                        |                      |                      |               |   |   |                        |                        | J Ritchie C P Dixon    | J Ritchie C P Dixon    | J Ritchie C P Dixon    | J Ritchie C P Dixon | 3           | 7 | 0 |                  |                  |                  |                  |                  |                  |                  |  |
|  |             |             |             |             |             |             |             |  |  | J Ritchie C P Dixon    | J Ritchie C P Dixon    | J Ritchie C P Dixon    | J Ritchie C P Dixon    | 6                    | 6                    | 6             |   |   |                        |                        |                        |                        |                        |                     |             |   |   |                  |                  |                  |                  |                  |                  |                  |  |
|  |             |             |             |             |             |             |             |  |  | S Singh R F Quennessen | S Singh R F Quennessen | S Singh R F Quennessen | S Singh R F Quennessen | 1                    | 1                    | 3             |   |   |                        |                        |                        |                        |                        |                     |             |   |   |                  |                  |                  |                  |                  |                  |                  |  |
|  |             |             |             |             |             |             |             |  |  |                        |                        |                        |                        |                      |                      |               |   |   | J Ritchie C P Dixon    | J Ritchie C P Dixon    | J Ritchie C P Dixon    | J Ritchie C P Dixon    | 6                      | 6                   | 7           |   |   |                  |                  |                  |                  |                  |                  |                  |  |
|  |             |             |             |             |             |             |             |  |  |                        |                        | L Poidevin L Escombe   | L Poidevin L Escombe   | L Poidevin L Escombe | L Poidevin L Escombe | 4             | 3 | 5 |                        |                        |                        |                        |                        |                     |             |   |   |                  |                  |                  |                  |                  |                  |                  |  |
|  |             |             |             |             |             |             |             |  |  | L Poidevin L Escombe   | L Poidevin L Escombe   | L Poidevin L Escombe   | L Poidevin L Escombe   | L Poidevin L Escombe | w.                   | o.            |   |   |                        |                        |                        |                        |                        |                     |             |   |   |                  |                  |                  |                  |                  |                  |                  |  |
|  |             |             |             |             |             |             |             |  |  | C Simond G Simond      |                        |                        |                        |                      |                      |               |   |   |                        |                        |                        |                        |                        |                     |             |   |   |                  |                  |                  |                  |                  |                  |                  |  |